# Linea Northern
La linea Northern (in inglese: Northern line), detta anche "nera" (black) dal colore che la contraddistingue sulla mappa del trasporto pubblico, è una delle linee della metropolitana di Londra. Inaugurata nel 1890, i suoi capolinea a nord sono High Barnet, Mill Hill East ed Edgware e a sud Morden, per i treni che passano per Bank, e Battersea Power Station, per i treni che passano per Charing Cross. Mill Hill East è servita da un servizio navetta che la collega con Finchley Central, ma anche in questo caso nelle ore di punta i treni proseguono per la Central London.

## Caratteristiche
Le sue caratteristiche prevedono un percorso totale di 58 km con 52 fermate, di cui 38 sotterranee. Nonostante il suo nome, si caratterizza anche dal fatto di essere la linea della metropolitana che si estende per il maggior tratto a sud del Tamigi, e quella che serve la stazione più a sud della metropolitana di Londra. Si stima che la linea sia usata mediamente da 206 734 000 passeggeri all'anno.

## Storia
La linea Northern ha una storia complicata e la sua attuale complessa disposizione (è composta da due principali rami settentrionali, da due rami centrali e dalla sezione meridionale) riflette la sua origine da tre diverse e separate compagnie ferroviarie che furono unite negli anni venti e trenta.

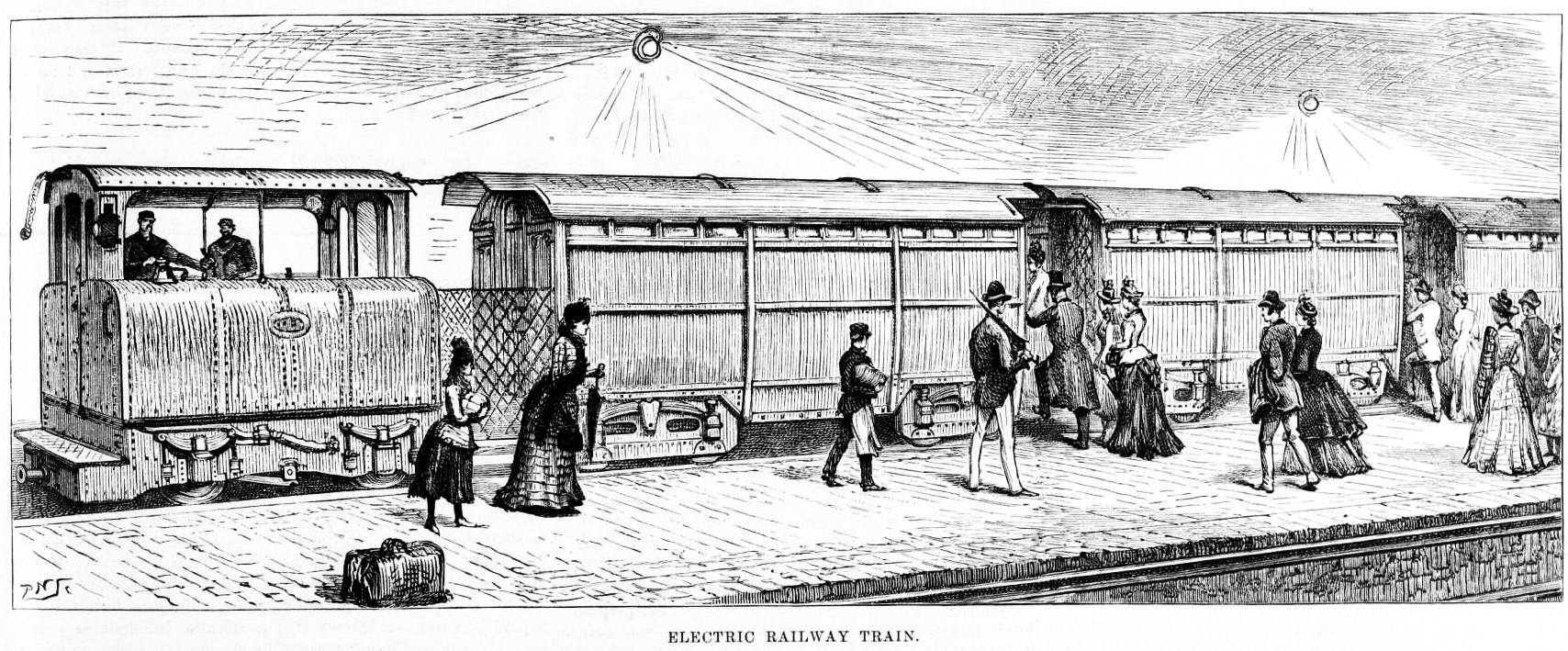
Treno della City & South London Railway, 1890

Il nucleo dell'attuale linea Northern si è sviluppato a partire da due compagnie: la City & South London Railway (C&SLR) e la Charing Cross, Euston & Hampstead Railway (CCE&HR).
La C&SLR, la prima ferrovia sotterranea di profondità di Londra, fu costruita sotto la supervisione dell'ingegner James Henry Greathead, che insieme a Peter W. Barlow aveva già costruito il Tower Subway. Fu la prima linea della metropolitana di Londra a venire costruita con trivellazioni di profondità e la prima ad utilizzare la propulsione elettrica. La linea aprì nel novembre 1890 e andava dalla stazione di Stockwell fino alla stazione, poi abbandonata, di King William Street. Quest'ultima si trovava in una posizione scomoda e non poteva sostenere il volume del traffico passeggeri della compagnia, perciò nel 1900 fu aperta una nuova tratta per Moorgate, via Bank. La linea fu estesa anche verso sud fino a Clapham Common. Nel 1907 la linea fu prolungata anche verso nord fino a Euston.

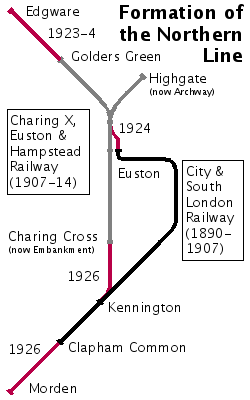
Fasi di formazione della linea Northern (in inglese).

La CCE&HR (popolarmente nota come la "Hampstead Tube", di colore viola sulle mappe) fu aperta nel 1907 e andava da Charing Cross (allora denominata Strand) attraverso Euston e Camden Town (dove si trovava una giunzione) fino a Golders Green e Archway (allora denominata Highgate). Nel 1914 fu estesa verso sud fino alla stazione di Embankment (allora Charing Cross (Embankment)) per creare un interscambio con la linea District e la linea Bakerloo. Nel 1913 la Underground Electric Railways Company of London (UERL), proprietaria della CCE&HR, acquisì la C&SLR, ma le due compagnie rimasero separate.

### Integrazione
Durante i primi anni venti furono eseguiti una serie di lavori per collegare tra loro i tunnel della C&SLR e della CCE&HR, in modo da consentire di operare un servizio integrato. Il primo di questi tunnel, fra la stazione di Euston della C&SLR e la stazione di Camden Town della CCE&HR era stato pianificato nel 1912, ma venne ritardato dallo scoppio della guerra. I lavori iniziarono nel 1922 e il tunnel fu aperto il 20 aprile 1924. Il secondo, che metteva in comunicazione la stazione di Embankment della CCE&HR e la stazione di Kennington della C&SLR, fu inaugurato il 13 settembre 1926 con una stazione intermedia a Waterloo per fornire un collegamento con la stazione ferroviaria e con la linea Bakerloo. Tra il 1922 e il 1924 i tunnel della C&SLR, che avevano un diametro inferiore, vennero allargati per adeguarsi al diametro standard della CCE&HR e delle altre linee di profondità della metropolitana.

### Estensioni
Insieme ai lavori per integrare le due linee, vennero progettate due estensioni principali: verso nord fino a Edgware e verso sud fino a Morden, nel Surrey.

#### Estensione verso Edgware
L'estensione verso Edgware fu basata su piani risalenti al 1901 per la Edgware and Hampstead Railway (E&HR), che era stata rilevata da una compagnia sussidiaria della UERL nel 1912. La linea sarebbe stata prolungata dal capolinea di Golders Green in due fasi: fino a Hendon Central nel 1923 e fino a Edgware nel 1924. La linea attraversava l'aperta campagna e correva principalmente su un viadotto fra Golders Green e Brent e poi in superficie, a parte un breve tratto di tunnel a nord di Hendon Central. Su questa estensione furono costruite cinque nuove stazioni, su progetto di Stanley Heaps, che stimolarono una rapida espansione urbanistica negli anni seguenti.

#### Estensione verso Morden
La costruzione dell'estensione verso Morden della C&SLR da Clapham Common fu più complessa dal punto di vista ingegneristico. La linea corre in tunnel di profondità fino a un punto subito a nord della stazione di Morden, che fu costruita in trincea. La linea poi continua al di sotto del piazzale della stazione e della strada antistante, fino al deposito. Inizialmente il progetto prevedeva la continuazione fino a Sutton, sfruttando una parte del tracciato della linea non costruita della Wimbledon and Sutton Railway, di cui la UERL deteneva parte delle quote azionarie, ma infine fu raggiunto un accordo con la Southern Railway per terminare l'estensione a Morden.
L'estensione aprì il 13 settembre 1926, con sette nuove stazioni tutte progettate da Charles Holden in stile moderno. Originariamente i progetti erano stati affidati a Stanley Heaps, ma il direttore della UERL Frank Pick non fu soddisfatto dei disegni e decise di affidare il compito a Holden.
Con l'eccezione di Morden e di Clapham South, dove c'era maggior spazio disponibile, le stazioni furono costruite su lotti di terreno agli angoli di incroci di arterie principali in zone che erano già state urbanizzate. Holden fece buon uso dello spazio limitato e disegnò degli edifici degni di nota. Le strutture a livello della strada sono rivestite in pietra di Portland con saloni delle biglietterie di altezza doppia, dotati di grandi vetrate con il logo della Underground realizzato in vetro colorato. Le colonne di pietra che incorniciano le vetrate sono sormontate da un capitello formato da una versione tridimensionale del tipico roundel del logo della metropolitana. Le grandi vetrate assicurano luminosità alle sale e, illuminate dall'interno di notte, presentano un'immagine accogliente.
La prima e l'ultima stazione dell'estensione, Clapham South e Morden, inglobano una serie di spazi per negozi e furono progettate con strutture sulle quali si potesse successivamente costruire in sopraelevazione. Clapham South fu sopraelevata subito dopo la sua costruzione con un edificio di appartamenti; Morden negli anni sessanta, con un palazzo di uffici. Tutte le stazioni dell'estensione, tranne Morden, sono monumenti classificati di Grado II.

### Great Northern & City Railway
Dopo che la UERL e la Metropolitan Railway furono unificate sotto controllo pubblico nel London Passenger Transport Board nel 1933, la Great Northern & City Railway, una sussidiaria della MR che andava da Moorgate a Finsbury Park, divenne parte della rete della Underground sotto il nome di Northern City Line. Fu gestita come parte della linea Northern, sebbene fosse completamente separata dal resto della rete, in previsione della realizzazione del Northern Heights Plan che avrebbe visto l'espansione della linea nella zona nord di Londra.

### Nome
La linea così risultante divenne nota come la Morden–Edgware line, anche se furono proposte e scartate diverse abbreviazioni sulla falsariga di quella adottata per la Baker Street & Waterloo Railway, "Bakerloo", come "Edgmor", "Mordenware", "Medgeway" ed"Edgmorden". Alla fine fu ufficialmente denominata Northern Line il 28 agosto 1937, in riferimento alla progettata estensione delle Northern Heights.

### IlNorthern Heights plan

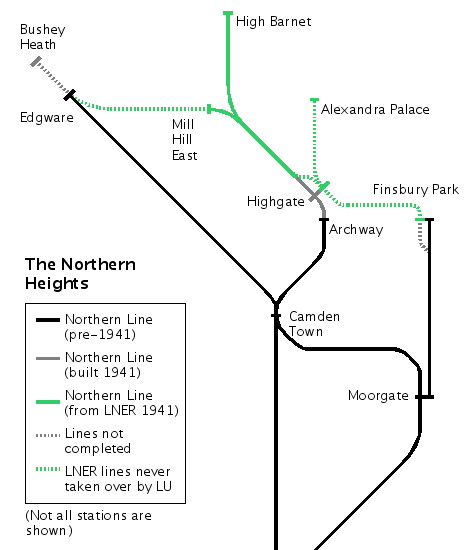
Mappa delle estensioni abbandonate che avrebbero dovuto far parte del Northern Heights plan

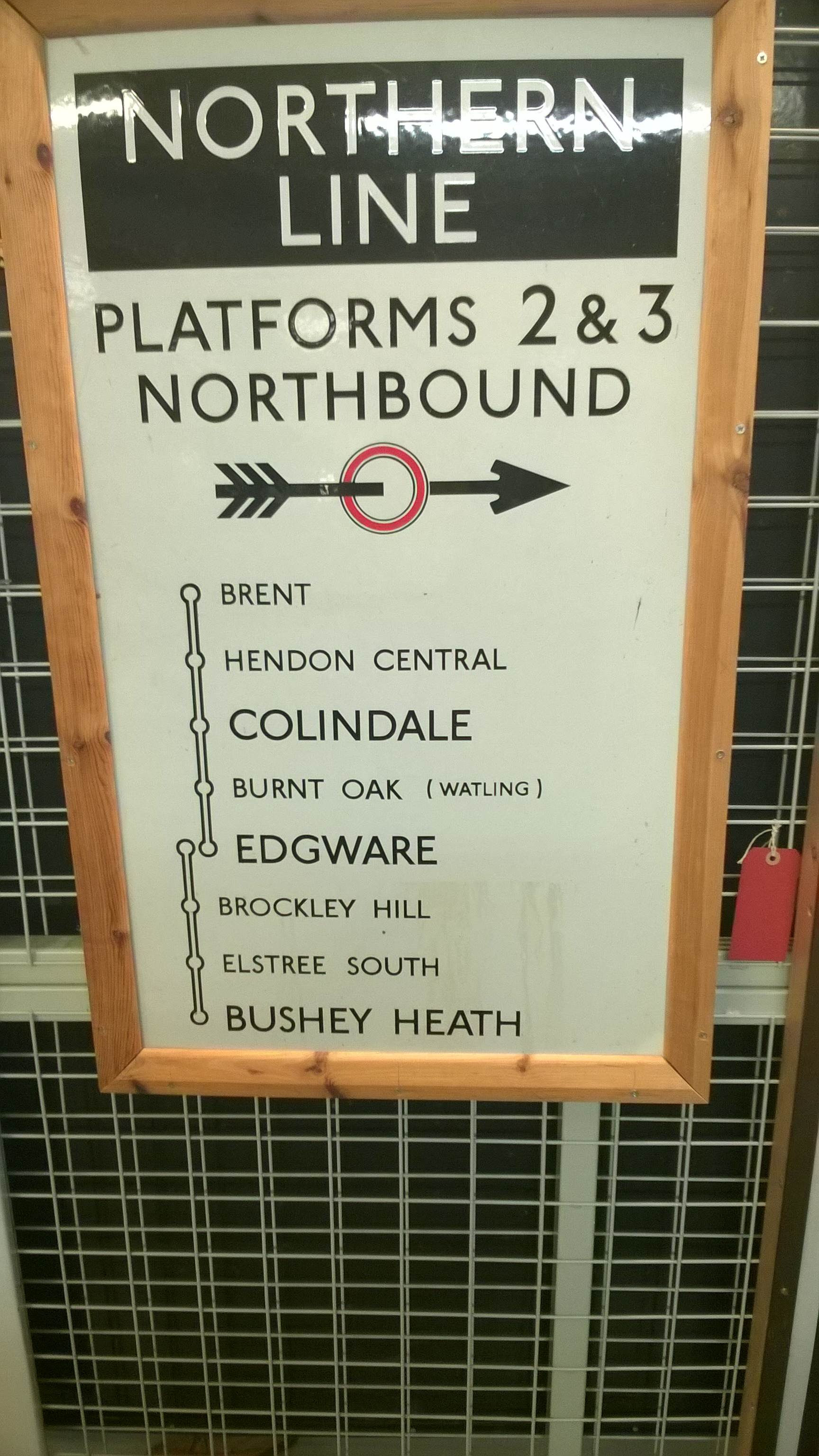
Cartello che mostra il tracciato progettato dell'estensione Northern Heights

Nel giugno 1935 il LPTB annunciò il New Works Programme, un ambizioso piano di espansione della rete metropolitana che includeva l'integrazione di un gruppo di linee della London and North Eastern Railway (LNER) a nord di Highgate, nella zona nota come Northern Heights, da cui questo specifico progetto prese nome. Queste linee, costruite dalla Edgware, Highgate and London Railway (EH&LR) intorno al 1860-70, andavano da Finsbury Park, via Highgate, a Edgware (dove il capolinea della LNER era in una stazione poco distante da quella della metropolitana), a High Barnet e alla stazione (oggi chiusa) di Alexandra Palace.
Una linea sarebbe stata estesa da Edgware verso nord per 5 chilometri fino a un nuovo capolinea a Bushey Heath e un nuovo deposito treni ad Aldenham. Su questa estensione sarebbero state costruite tre nuove stazioni, in ordine da sud a nord: Brockley Hill, Elstree South e Bushey Heath.
Il diritto di far passare una linea ferroviaria lungo questo tratto era stato ottenuto in origine dalla Watford & Edgware Railway (W&ER) nel XIX secolo. La London Electric Railway aveva comprato la W&ER nel 1922 ma non aveva usufruito della servitù di passaggio.
Il progetto comprendeva inoltre l'elettrificazione delle linee (all'epoca servite da treni a vapore), il raddoppio della linea tra Finchley Central e il collegamento proposto con la linea Northern alla stazione di Edgware, e la costruzione di tre nuovi tratti di collegamento: 
- una connessione di superficie tra la Northern City Line e Finsbury Park;
- il prolungamento della linea Northern dalla stazione di Archway attraverso una nuova sezione di tunnel di profondità che sarebbero passati sotto la stazione di Highgate della LNER, per emergere poi in superficie poco a sud di East Finchley, dove si sarebbe collegata con la LNER;
- la chiusura della stazione LNER di Edgware (situata 200 metri a sud della stazione della metropolitana) e la connessione della LNER dal punto in cui passava sopra i binari della metropolitana a est della stazione con una nuova sezione di binario verso nuove piattaforme da costruire nella stazione della metropolitana di Edgware.

#### Avanzamento dei lavori
Il lavoro sul Norhthern Heights Plan iniziò verso la fine degli anni trenta, ed era in corso allo scoppio della seconda guerra mondiale. I tunnel a nord di Archway erano stati completati e i servizi fino alla stazione di superficie, ristrutturata, di East Finchley iniziarono il 3 luglio 1939 ma senza l'apertura della stazione intermedia a Highgate, nelle nuove piattaforma di profondità costruite sotto l'esistente stazione della LNER (queste piattaforme aprirono in seguito il 19 gennaio 1941). I lavori furono ostacolati dalla guerra, anche se il completamento dell'elettrificazione della linea a nord di East Finchley fino a High Barnet era sufficientemente avanzato da consentire l'inizio del servizio il 14 aprile 1940. Il binario singolo della LNER in direzione di Edgware fu elettrificato solo fino alla stazione di Mill Hill East, che era utile per servire alcune caserme dell'esercito. Questo tratto aprì il 18 maggio 1941, creando così la configurazione della linea Northern come è rimasta per oltre ottant'anni fino al settembre 2021, quando è stata aperta la nuova estensione verso Battersea. Il nuovo deposito ad Aldenham era stato costruito, ma fu utilizzato per una fabbrica che costruiva aeroplani. I lavori sugli altri elementi del progetto furono sospesi verso la fine del 1939.
Dopo la guerra, la Green belt di Londra, creata per limitare l'espansione urbana nella campagna circostante la metropoli, comportò la cancellazione dei progetti residenziali originariamente previsti nella zona e di conseguenza fece venire meno l'utilità dei potenziali servizi per Bushey Heath. Il numero dei passeggeri calò anche sulle diramazioni oltre Mill Hill East e per Alexandra Palace (allora servite dalla British Rail), non giustificando quindi la spesa per l'elettrificazione. I fondi disponibili furono destinati al completamento delle estensioni orientali e occidentali della Linea Central, verso Epping e Hainault da un lato e verso West Ruislip dall'altro. il Northern Heights Plan fu ufficialmente abbandonato il 9 febbraio 1954.

### Anni Novanta: ristrutturazioni e miglioramenti
All'inizio degli anni novanta la linea versava in uno stato di deterioramento dovuto ad anni di scarsi investimenti e all'uso di materiale rotabile vecchio, risalente ai primi anni sessanta. Negli anni ottanta e novanta la linea era soprannominata "Misery line" (linea della miseria), a causa delle pessime condizioni del materiale rotabile e delle stazioni. Nel 1995 ebbe inizio un programma di ristrutturazione complessivo della linea che includeva sostituzione di tratti di binario, aumento della potenza elettrica disponibile, modernizzazione delle stazioni (come per esempio Mornington Crescent) e la sostituzione del vecchio materiale rotabile con nuovi treni.

### Estensione per Battersea
Nel 2017 sono iniziati i lavori di prolungamento da Kennington a Battersea. Tale progetto è stato ultimato a settembre 2021 con l'apertura di due stazioni (Battersea Power Station e Nine Elms) il 20 settembre 2021.

## Curiosità
- La stazione di Angel risulta essere la stazione con le scale mobili più lunghe di tutta la rete (60 metri).[11]
- La linea ha le stazioni più profonde della metropolitana di Londra (quella di Hampstead, con 55,2 metri)[11] e le banchine più strette (Clapham North e Clapham Common, con banchine ad isole).

## Sdoppiamento della linea
Da anni vi è un acceso dibattito sullo "sdoppiamento" della linea, creando due rami indipendenti. TfL ha rinviato la discussione dopo il completamento dei lavori di rinnovamento della stazione di Camden Town, uno dei "colli di bottiglia" della linea che, attualmente, risulta essere uno dei motivi principali della mancata attuazione.